# Халворсен, Кристоффер
Кристоффер Халворсен (норв. Kristoffer Halvorsen; род. 13 апреля 1996 в Кристиансанне, Норвегия) — норвежский профессиональный  шоссейный велогонщик, выступающий с 2020 года за команду мирового тура «EF Pro Cycling».

## Достижения
2013
1-й - Этап 1 Трофей Карлсберга (юниоры)
1-й - Этап 3 Тур Истрии (юниоры)
2016
1-й  - Чемпион мира - Групповая гонка (U23)
1-й - Этапы 3 и 4 Тур Олимпии
1-й - Этап 3 Тур де л’Авенир
2-й - Нокере Курсе
4-й - ЗЛМ Тур - Генеральная классификация
1-й - Этап 1 (КГ)
9-й - Гент — Вевельгем U23
2017
1-й - Хандзаме Классик
Тур де л’Авенир
1-й  - Очковая классификация
1-й - Этап 3
5-й - Чемпионат Европы - Групповая гонка (U23)
5-й - Омлоп Еврометрополь
2018
2-й Хандзаме Классик
2019
1-й на этапе 5 - Херальд Сан Тур
2-й Хандзаме Классик
6-й Три дня Брюгге — Де-Панне